# Banchus epactius
Banchus epactius är en stekelart som beskrevs av Henry Keith Townes, Jr. 1978. Banchus epactius ingår i släktet Banchus och familjen brokparasitsteklar. Inga underarter finns listade.